# Castellammare di Stabia
Castellammare di Stabia (en català antic Castellamar) és un municipi italià, situat a la regió de Campània i a la Ciutat metropolitana de Nàpols. L'any 2004 tenia 66.413 habitants.
Es correspon amb l'antiga ciutat d'Estàbia.

## Fills il·lustres
- Maria Carbone (1908-2002) soprano.

## Personatges il·lustres
- Luigi Denza
- Ettore Tito, pintor

## Galeria

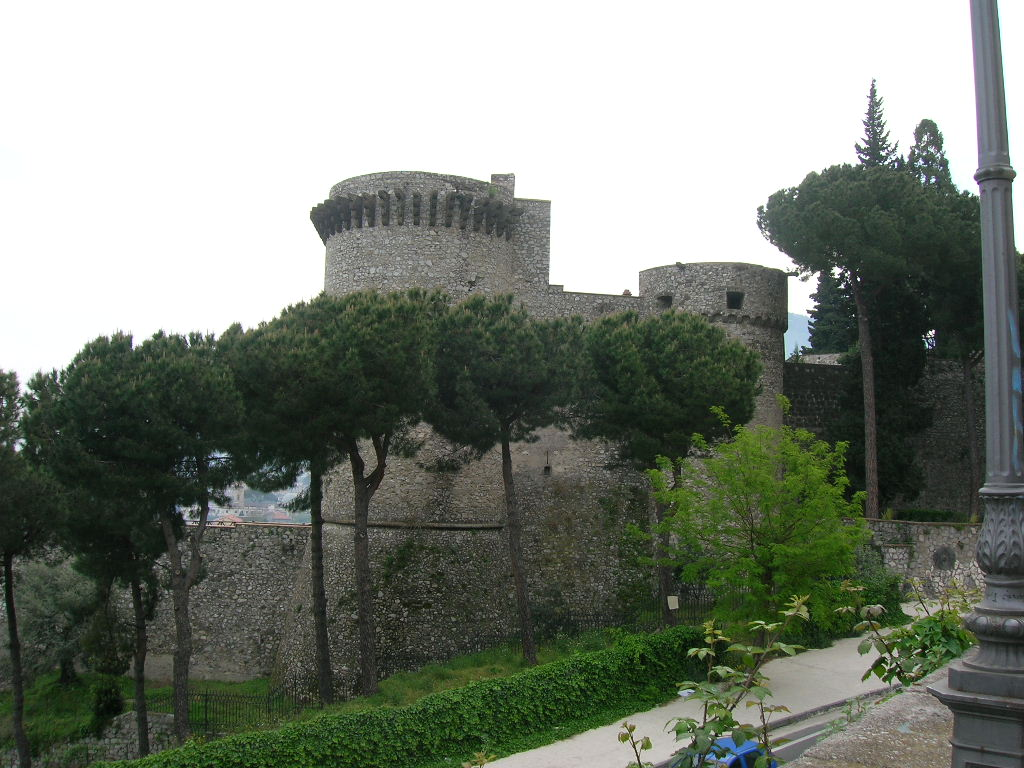
El castell
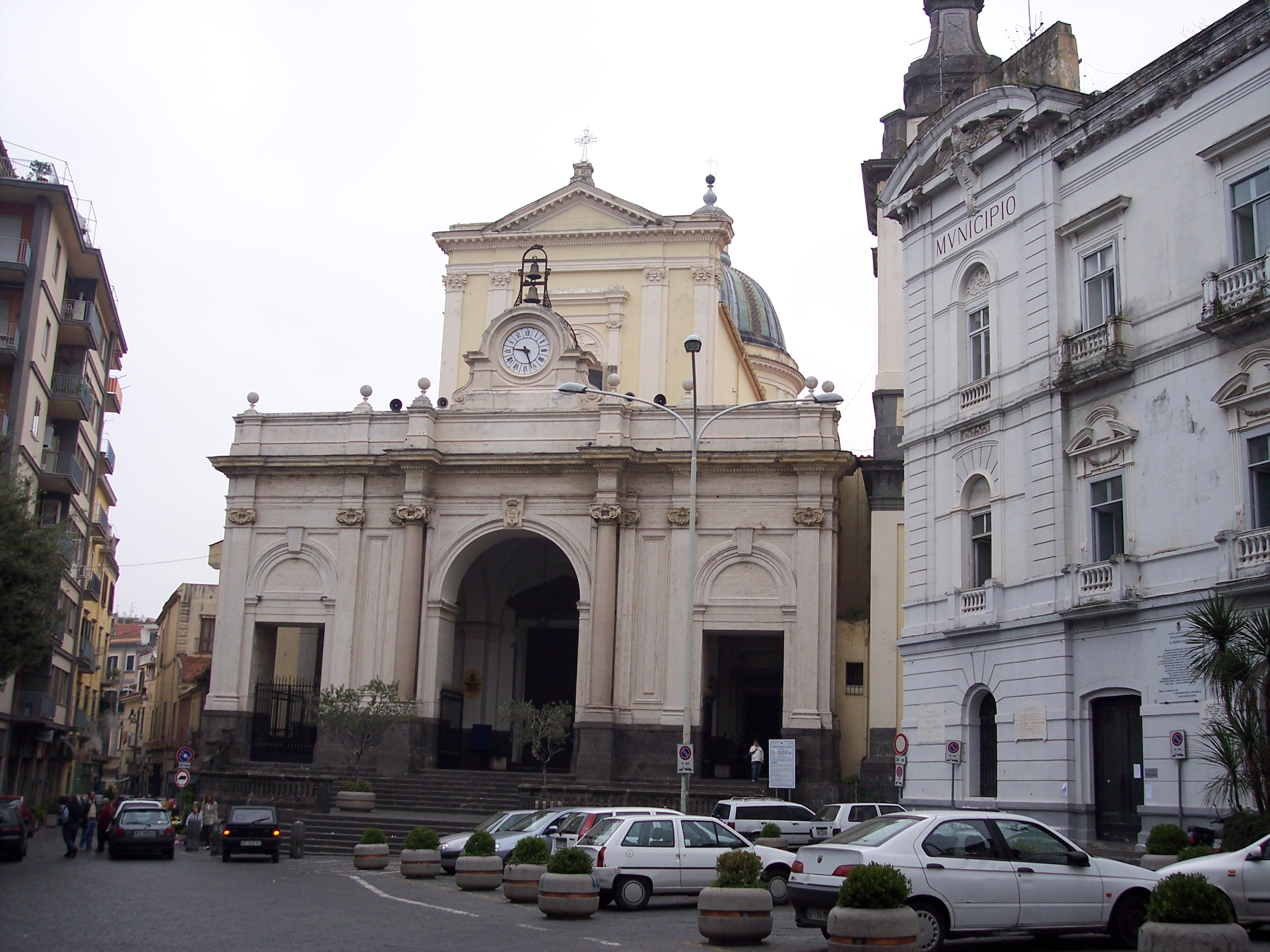
La catedral
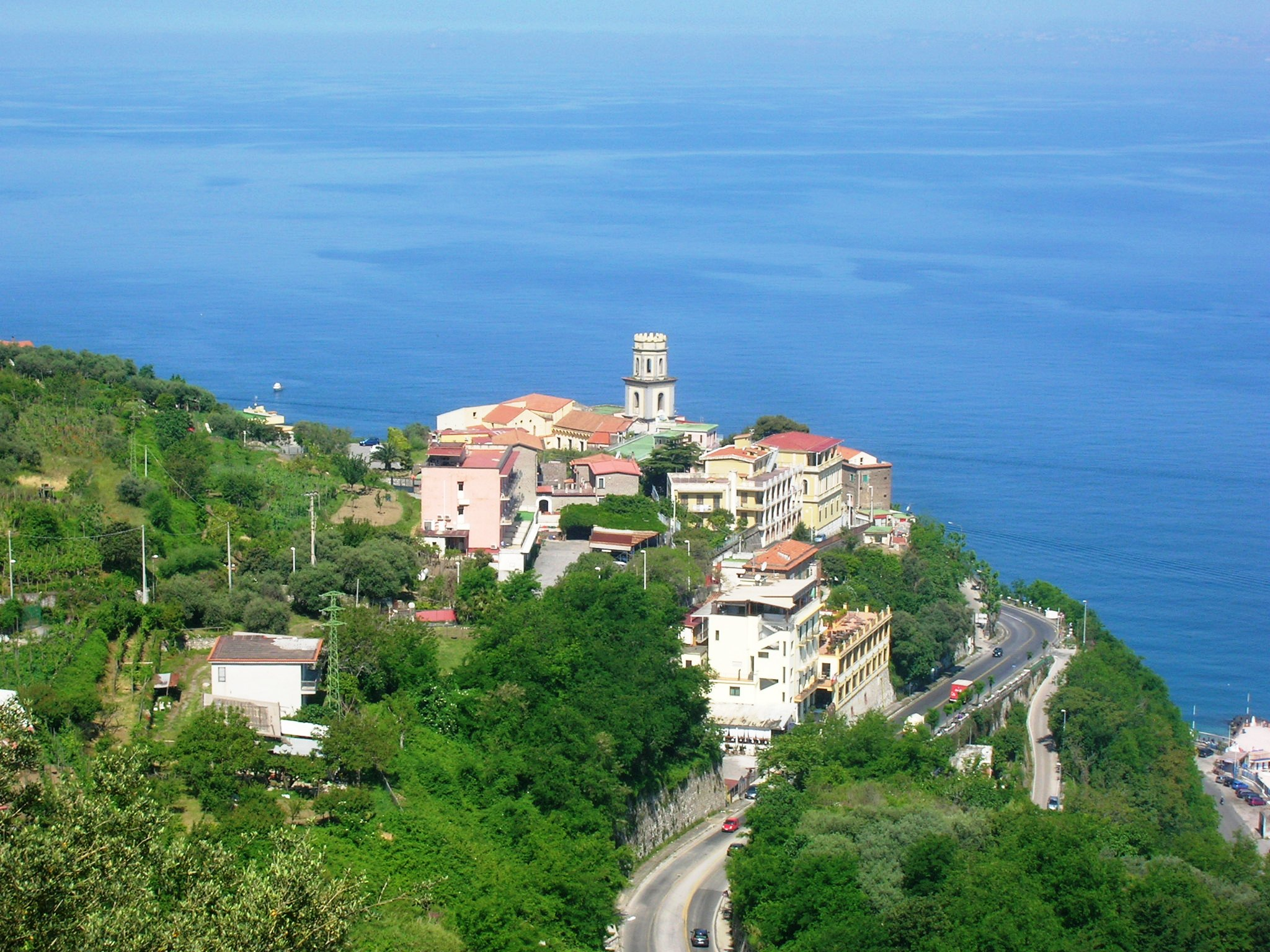
Pozzano
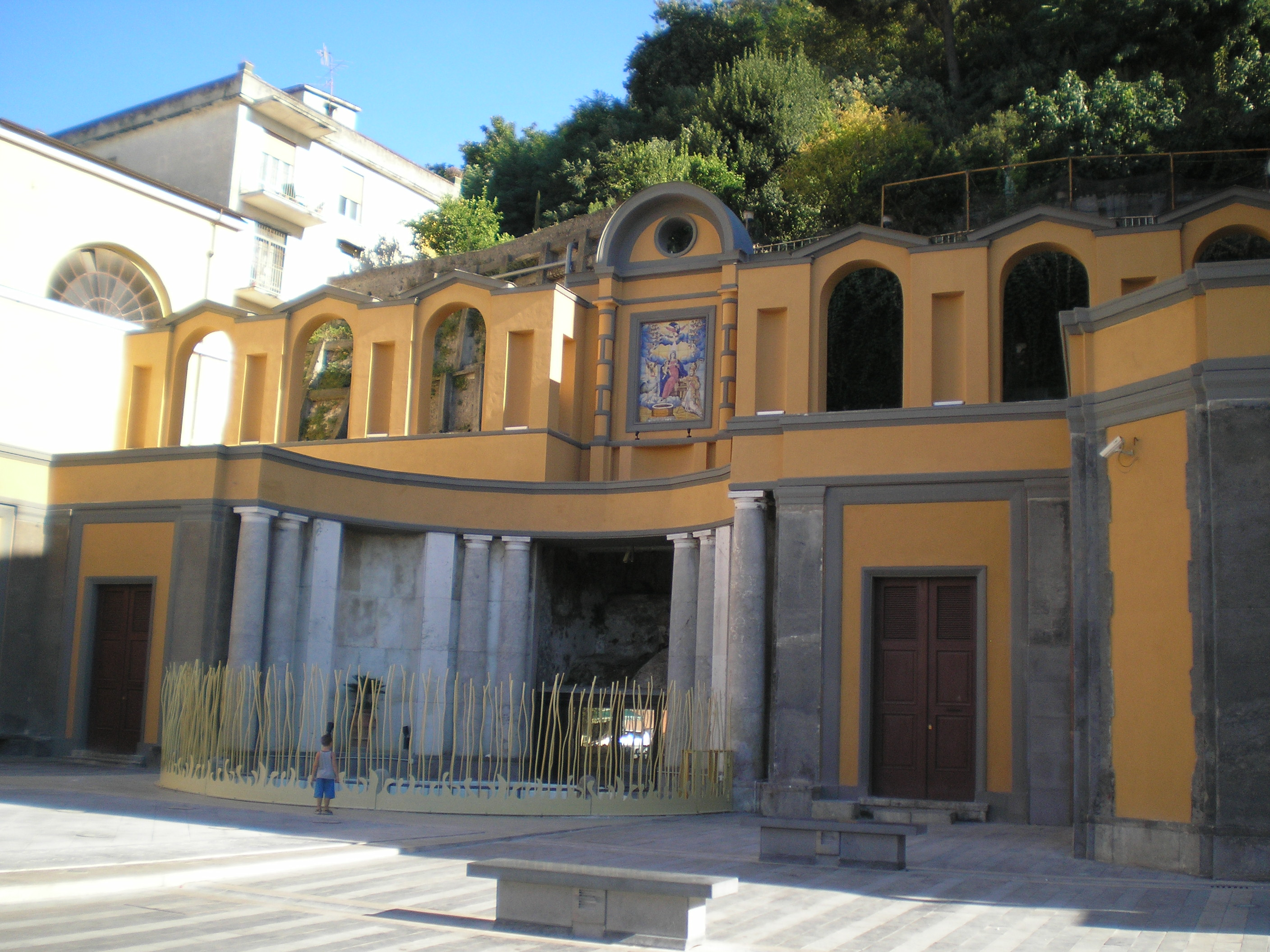
Termes antigues
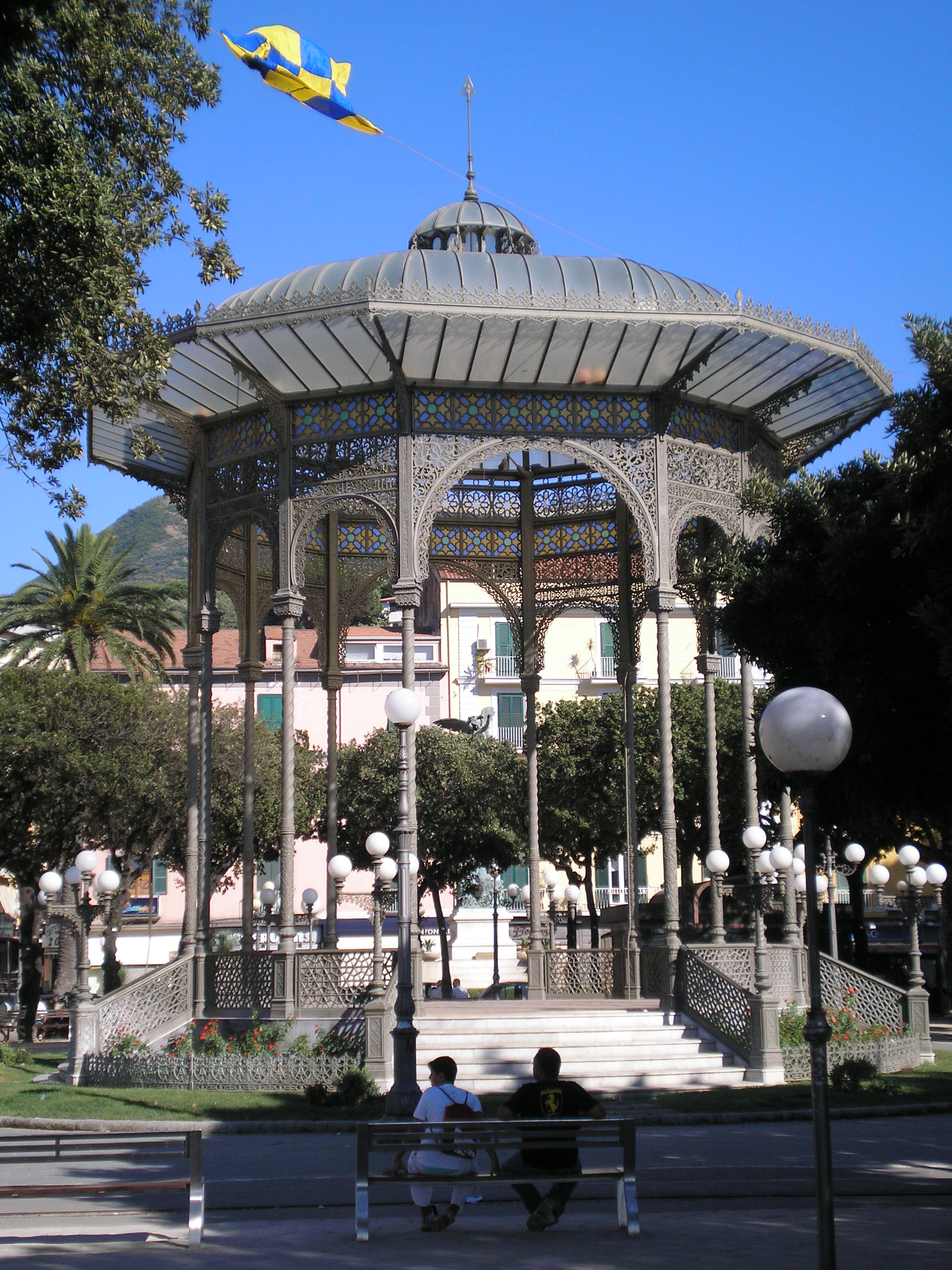
Quiosc de música
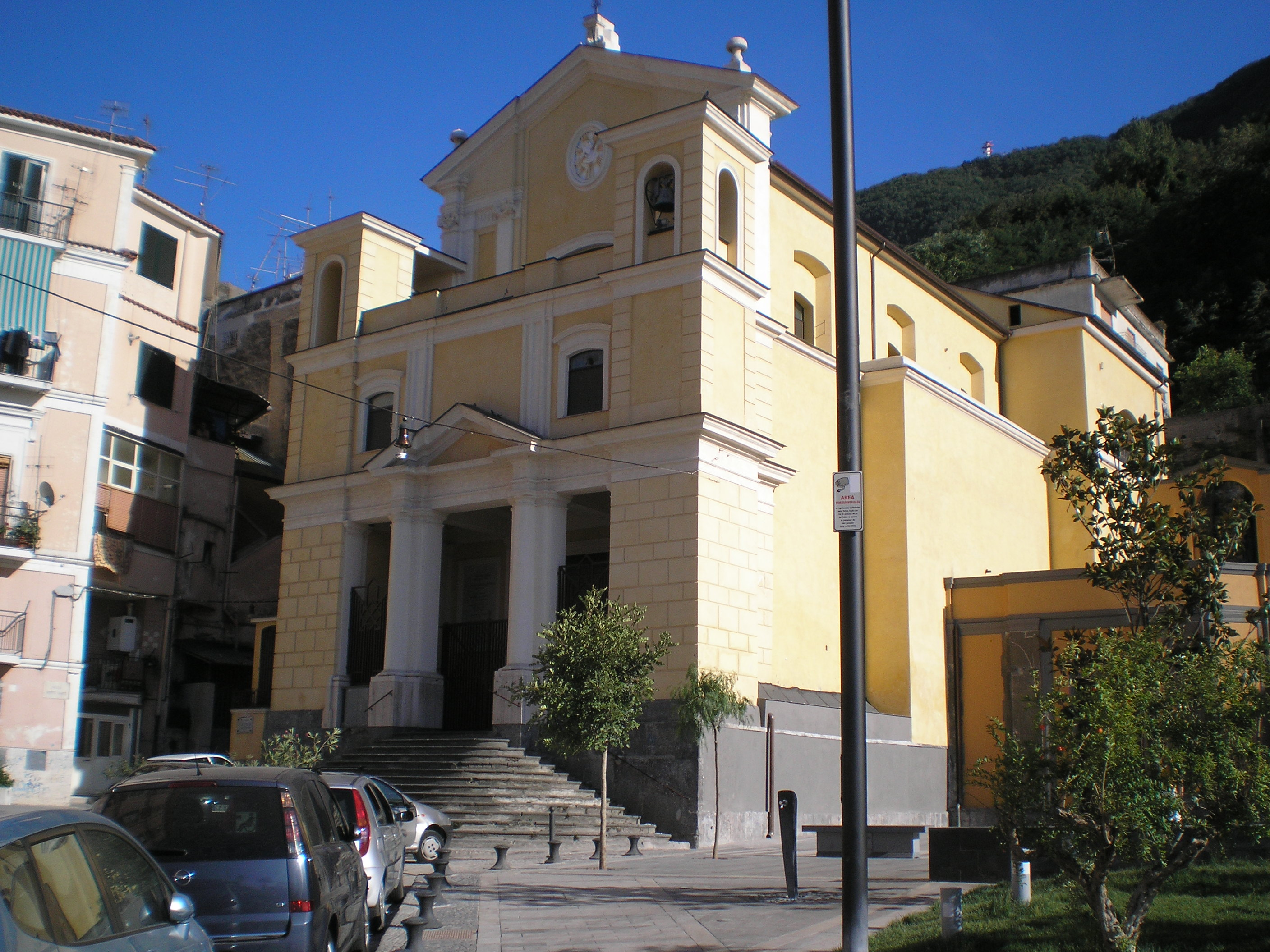
Església de l'Esperit Sant
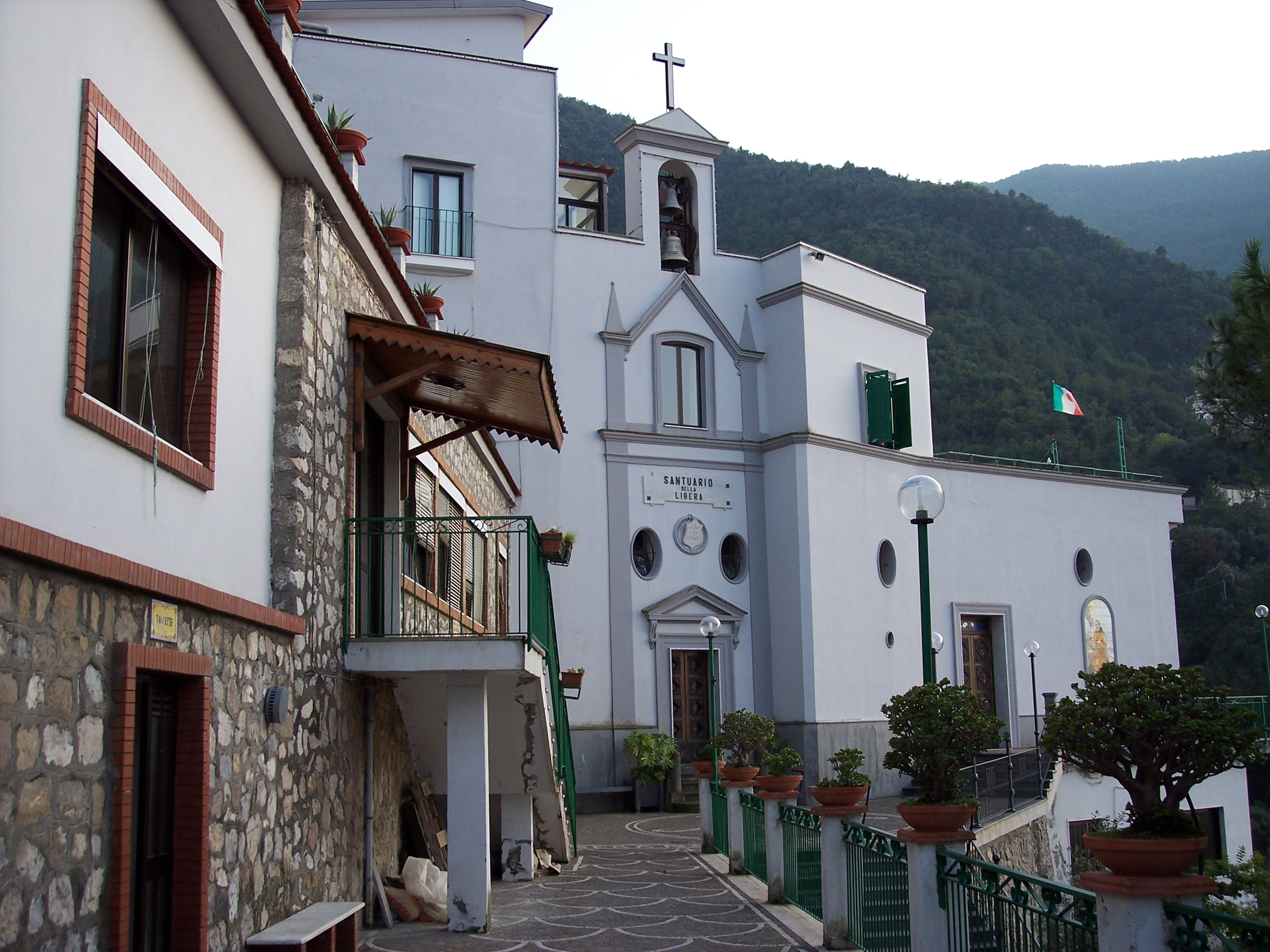
Santuari de la Verge della Libera
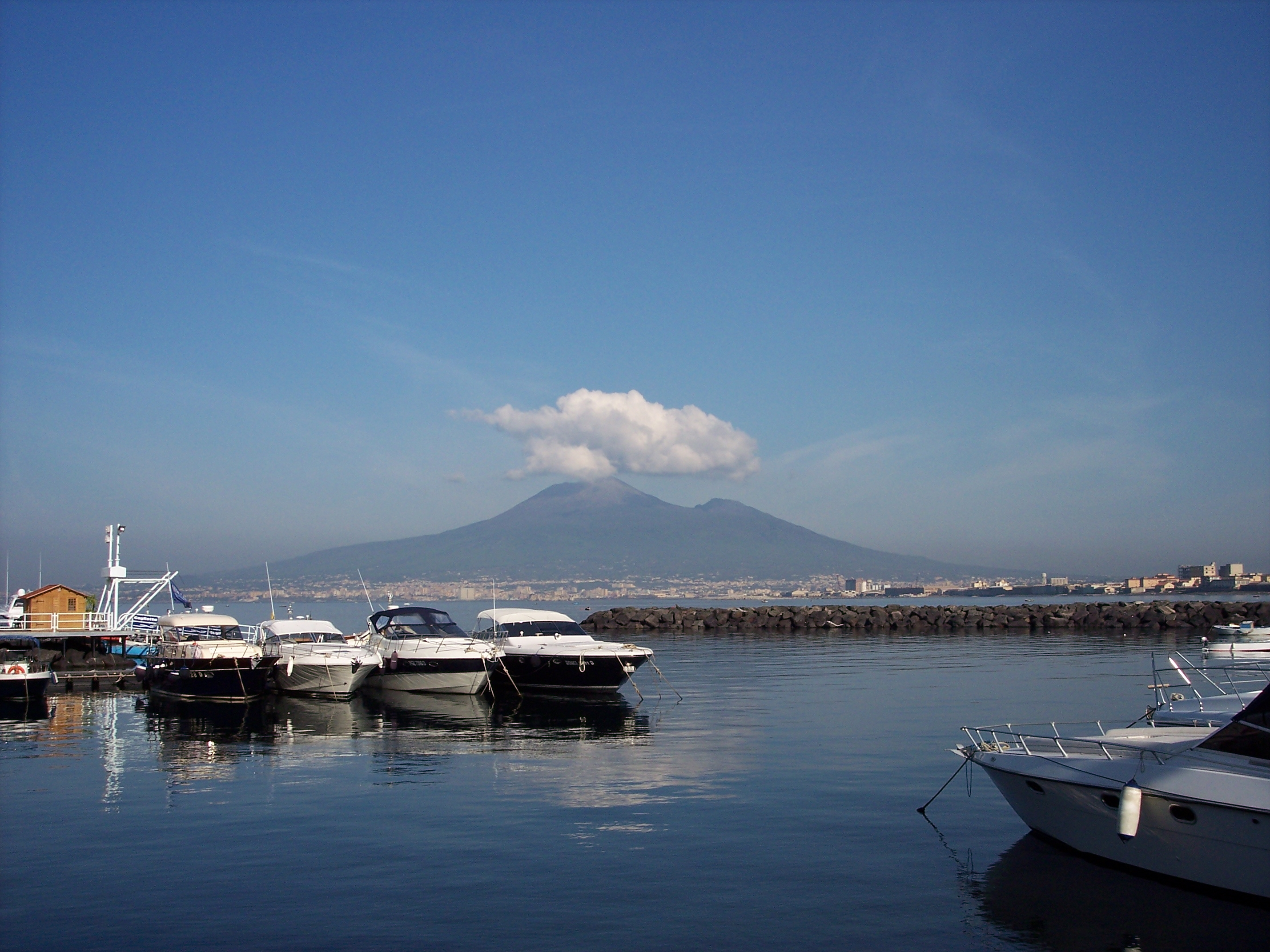
Vista del Vesubi des del port
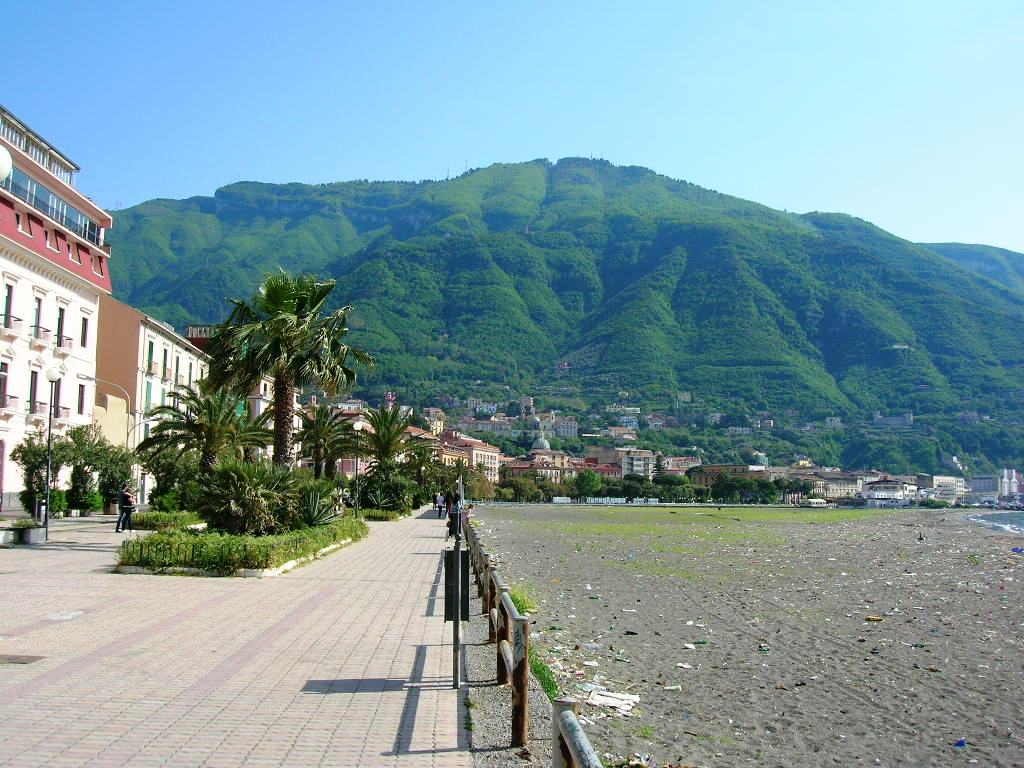
Passeig marítim amb el Mont Faito al fons
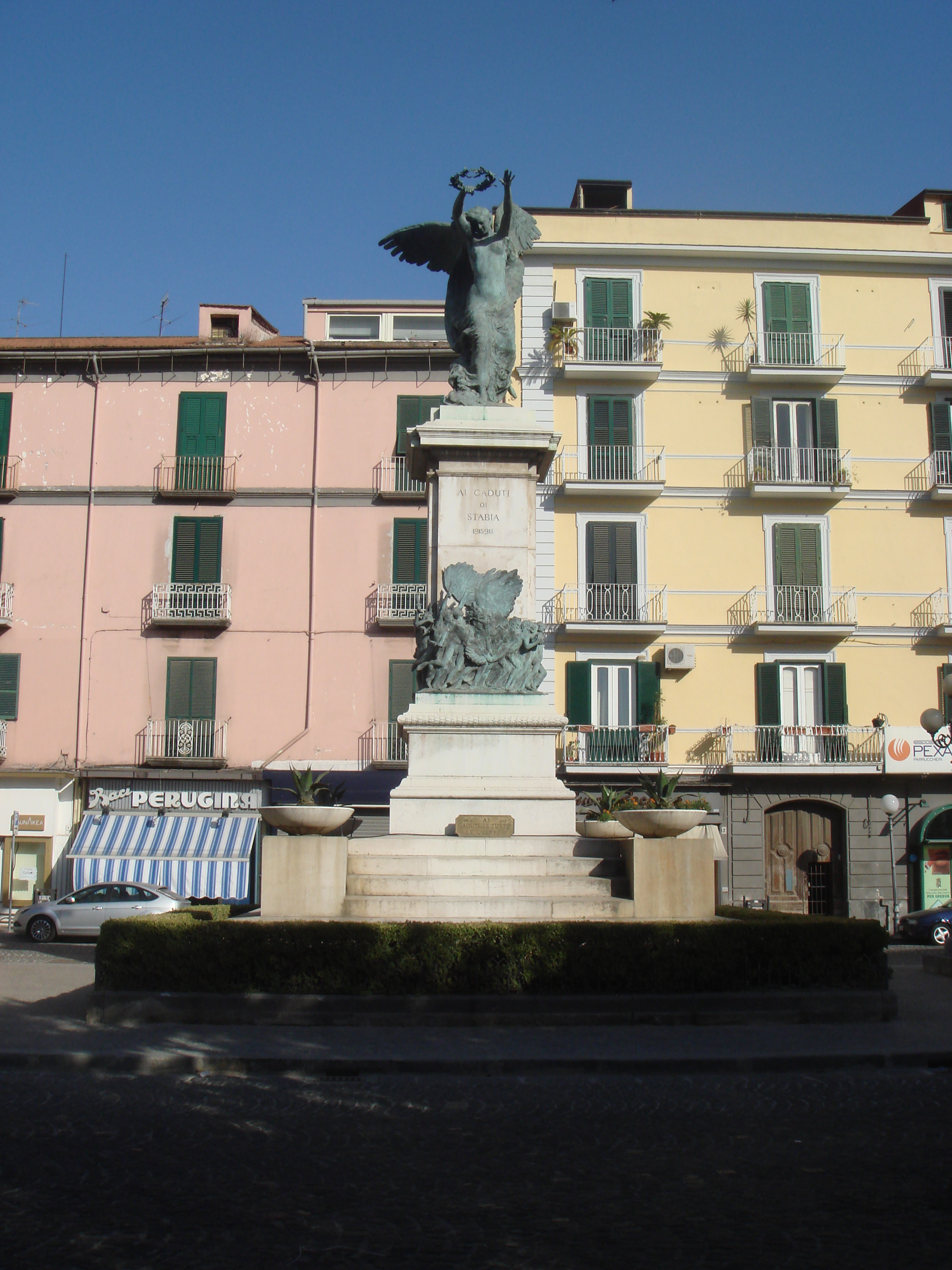
Monument als caiguts